# Província de Matera
La província de Matera  és una província que forma part de la regió de Basilicata a Itàlia. La seva capital és Matera.
Limita amb el mar Jònic a l'est, al nord amb la Pulla (la ciutat metropolitana de Bari i província de Tàrent), a l'oest amb la província de Potenza, al sud amb la Calàbria (província de Cosenza).
Té una àrea de 3.478,89 km², i una població total de 199.963 hab. (2016). Hi ha 31 municipis a la província.